# Шадрины (деревня)
 Шадрины  — деревня в Орловском районе Кировской области. Входит в состав Орловского сельского поселения.

## География
Расположена на расстоянии примерно 8 км по прямой на север-северо-восток от райцентра города Орлова.

## История
Известна с 1727 года как деревня Кувакинская с 1 двором, в 1764 году 19 жителей, в 1802 6 дворов. В 1873 году здесь (Кувакинская или Шадрины) дворов 12 и жителей 84, в 1905 23 и 72, в 1926 (Шадрины или Кувакинская) 25 и 105, в 1950 18 и 48, в 1989 2 жителя. С 2006 по 2011 год входила в состав Кузнецовского сельского поселения.

## Население
Постоянное население составляло 7 человек (русские 100%) в 2002 году, 1 в 2010.